# 말띠 신부
"말띠 신부"는 한국에서 제작된 김기덕 감독의 1966년 영화이다. 강신성일 등이 주연으로 출연하였고 차태진 등이 제작에 참여하였다.

## 출연

### 주연
- 강신성일
- 황정순
- 엄앵란
- 남미리

### 조연
- 최지희
- 허장강
- 김희갑
- 박암
- 윤일봉
- 남궁훈
- 방성자
- 이영희
- 주선태

## 기타
- 조명: 박진수
- 녹음: 손인호
- 미술: 노인택